# 山階宮武彦王
山階宮武彦王（やましなのみや たけひこおう、1898年〈明治31年〉2月13日 - 1987年〈昭和62年〉8月10日）は、日本の旧皇族。山階宮菊麿王と同妃範子（先妃）の第一王子。海軍軍人で、最終階級は海軍少佐。皇族で初めて海軍航空隊に所属し、空の宮様と呼ばれた。
実母の範子は、貞明皇后の実姉であるため、武彦王は昭和天皇といとこ同士にあたる。

## 生涯

### 生い立ち
1898年（明治31年）2月13日、山階宮菊麿王と同妃範子の第1男子として誕生。誕生間もなく2月17日に、祖父山階宮晃親王が薨去しており、御七夜を待たず2月16日に「武彦」と命名された。
1908年（明治41年）5月、父菊麿王の薨去を受け、葬儀では喪主を務めた。葬儀が終了し、護国寺を出る前、家令に対し、人の死は避けられないとしながら「けれども御父様は少し早かった」と人生を達観して話した。そして10歳という若さで、山階宮を継承した。
1918年（大正7年）4月13日、成年式が執り行われた。同年11月には海軍兵学校（46期）を卒業。同年2月13日、貴族院議員となり、1946年（昭和21年）5月23日まで議員であった。

### 結婚と発病
1920年（大正9年）12月、海軍砲術学校を卒業後、追浜海軍航空隊附となり12月12日に第6期生として入学。皇族として初めて海軍航空隊に所属した。
1921年（大正10年）2月、賀陽宮邦憲王の第二女子である佐紀子女王と婚約が内定。同年3月に勅許が降りたが、様々な事情で延期が繰り返され、最終的に1922年（大正11年）7月19日に結婚した。しかし翌1923年（大正12年）9月1日、関東大震災のため山階宮家の鎌倉別邸は倒壊し、初子懐妊中の佐紀子妃が薨去した。
1924年（大正13年）には民間航空振興のため、練習費を徴収しない飛行機搭乗者養成機関として東京府下の立川陸軍飛行場の一部に「御国航空練習所」を創設した。施設が整い、翌1925年（大正14年）6月から練習生を募集し、同年9月22日入所式が行われた。
死別当時武彦王はまだ25歳であり、1925年（大正14年）7月に梨本宮家の規子女王と同年秋にも再婚すると発表された。婚約中は、規子女王を伴って立川の航空練習所を訪問したこともあった。しかし、約1年後には、武彦王の「神経衰弱」が「回復捗々しからぬ」ため、皇族会議を始め宮中行事にも出席できない状態であり、婚約を辞退すると発表があった。翌1926年（大正15年）7月5日、「御国航空練習所」は閉鎖された。
当時の皇室典範では、皇族は養子を取ることが出来ず、1929年（昭和4年）に末弟茂麿王が臣籍降下したことにより、山階宮家の後継者はいなくなった。1929年（昭和4年）7月6日付の読売新聞は、「お痛はしい山階宮殿下」「御回復覚束なく」の見出しで報じ、山階宮家に同情した。
- 操縦席の武彦王
- 佐紀子女王との婚姻

### 闘病生活
1929年（昭和4年）11月、少佐に進級するも待命（休職に相当）となり、1932年（昭和7年）には予備役に編入。
当時東京九段にあった山階宮邸には開かずの間ができたと噂された。甥の筑波常治（1930年〈昭和5年〉生）は、1959年（昭和34年）出版の自著で次のように回想している。

### 皇籍離脱後
1947年（昭和22年）、他の宮家とともに皇籍を離脱して山階武彦となり、公職追放となる。追放は、1951年（昭和26年）に解除された。
その後も入退院を繰り返し、晩年は東京都世田谷区奥沢に移住した。1983年（昭和58年）8月17日、山階野生鳥獣保護研究振興財団を設立した。
1987年（昭和62年）8月10日、老衰のため神奈川県藤沢市の医療法人社団清心会藤沢病院で逝去。喪主は弟の山階芳麿が努めた。

## 血縁
- 父：山階宮菊麿王
- 母：実母：範子、継母：常子
- 兄弟：（同母）武彦王 - 芳麿王 - 安子女王 - （異母）藤麿王 - 萩麿王 - 茂麿王
- 妻：佐紀子女王

## 栄典
- 1919年（大正8年）8月6日 -  勲一等旭日桐花大綬章
- 1930年（昭和5年）12月5日 -  帝都復興記念章[23]
- 1940年（昭和15年）8月15日 -  紀元二千六百年祝典記念章[24]